# Венская студенческая корпорация «Саксония»
Венская студенческая корпорация «Саксония» (нем. Corps Saxonia Wien) — это старейшая студенческая корпорация на территории бывшей Австро-Венгрии. Она входит в Кёзенский союз старшинских конвентов КССК (нем. — Kösener Senioren-Convents-Verband, KSCV), который является вторым по старшинству объединением немецких студенческих корпораций. «Саксония» отличается обязательным участием в мензурных поединках (фехтование) и соблюдением традиции ношения цветов корпорации. Участники корпорации — студенты и выпускники Венского университета и других вузов Вены. Примечательно, что членов называют «саксами» (нем. устар. — Saxen, совр. — Sachsen), используя архаичную форму написания, что подчеркивает уникальность корпорации.

## Цвета и девиз
Цвета корпорации «Саксония» — синий, красный и золотой, символизируют национальные цвета Трансильвании, которая в Австро-Венгрии была известна как Siebenbürger или по-русски — Седмигра́дье. Для новичков — фуксов (от нем. Fuchs — лис) — используются только синий и красный. Участники также носят васильково-синюю фуражку.
Девиз корпорации звучит как: «Счастливы и свободны!», подчеркивая принципы их объединения.

## История

### Первое столетие (до 1950 года)
Корпорация «Саксония» основана 15 мая 1850 года в Вене трансильванскими саксами как земляческое объединение. Это старейшее студенческое объединение на территории бывшей Австро-Венгрии. С 1866 года оно официально стало корпорацией, а с 1919 года вошло в Кёзенский союз (KSCV). В 1862 году «Саксония» впервые провела мензурные поединки с ныне несуществующей корпорацией Herulia.
В 1894 году корпорация, как и многие немецкие объединения, приняла антисемитскую политику, исключив из своего состава евреев. После аншлюса Австрии в марте 1938 года «Саксония» самораспустилась. Осенью того же года её члены вместе с участниками корпораций «Иларитас» и «Алеманния» создали ассоциацию выпускников «Хорст Вессель», названную в честь нацистского активиста. Эта организация рассматривала студентов как участников борьбы за нацизм.

### Венская корпорация «Иларитас» (Hilaritas)
Корпорация «Иларитас» была основана в 1881 году в Вене как братство под названием Libertas. Это объединение не связано с современным академическим братством с аналогичным названием. В том же году члены преобразовали его в академическую корпорацию и переименовали в Hilaritas (с латинского — «жизнерадостность, веселье»).
До вступления в Кёзенский союз (KSCV) в 1934 году «Иларитас» был членом Вайдхофенского объединения (нем. Waidhofener Verband, 1910—1911) и Немецкого сеньорского конвента (нем. Deutsches Senioren-Convent, 1923—1924).
После Второй мировой войны корпорация была воссоздана в 1951 году, но из-за нехватки членов прекратила деятельность в 1960 году и окончательно распустилась в 1961 году. Тогда её члены присоединились к корпорации «Саксония». Однако прежние дружеские связи с корпорацией «Данубия Грац» (нем. Corps Danubia Graz) не были продолжены в рамках «Саксонии».

### «Саксония» после 1950
28 января 1950 года корпорация «Саксония» объявила о восстановлении своей деятельности, отменив самороспуск, наложенный нацистами в 1938 году. Спустя год после Второй мировой войны в корпорацию были приняты новые члены (фуксы). В 2010/11 году «Саксония» принимала участие в региональной деятельности КССК (KSCV).

## Отношения с корпорациями других университетов
Корпорация «Саксония» является частью картеля с корпорациями «Тевтония Грац» (Teutonia Graz) и «Атезия Инсбрук» (Athesia Innsbruck). Она поддерживает дружеские отношения с корпорацией «Палатия Мюнхен» (Palatia München).

## Члены
- Эккехард Арент (1892—1954), актёр и режиссёр
- Фридрих Бакмайстер (1840—1889), солдат и мореплаватель
- Вольфганг Каспарт (род. 1946), политолог
- Вильгельм Чермак (1856—1906), профессор офтальмологии в Праге
- Георг Куфодонтис (1896—1974), профессор ботаники в Вене
- Теодор Филькени († 1889), депутат сейма Сигетской земли
- Юлиус Глакс (1846—1922), профессор бальнеологии в Граце; врач в Аббации
- Георг Юффингер (1853—1913), профессор ларингологии в Инсбруке
- Йонель Калинчук Риттер фон Хомински (1856—1934), румынский генеральный консул, писатель в Мариенбаде
- Герберт Кох (1882—1968), австрийский университетский преподаватель
- Ричард Корнелиус Кукула (1862—1919), профессор классической филологии в Граце
- Франц Лёзель (1883—1951), разработчик турбин
- Йозеф Нойвирт (1855—1934), профессор истории искусства в Вене, первый ректор Технического университета Вены (1903)
- Альфред фон Рессиг (1865—1930), государственный служащий
- Эрвин Фрайхерр Рознер фон Розенек (1852—1928), губернатор Фиуме (1903—1905), венгерский министр (1915—1917)
- Милан Савич (1845—1930), писатель и переводчик
- Фридрих Зибенрок (1853—1925), зоолог в Вене
- Эрвин Франц Фрайхерр фон Соммаруга (1844—1897), профессор химии в Вене
- Ричард Риттер Штрееле фон Бэрванген (1849—1919), наставник студенческих объединений в Черновцах
- Карл Ханс Стробль (1877—1946), писатель в Перктольдсдорфе
- Карл Вахе (1887—1973), библиотекарь и писатель
- Конрад Церобин (1931—2013), ветеринар
- Ганс фон Цвидинек-Сюденхорст (1845—1906), профессор истории в Граце

## Лауреат медали Клиггреффа
Медалью Клиггреффа Учредительного общества старых студентов корпорации был награждён:
- Андреас Г. Вибмер (2008)